# Dandamis
Dandamis era um brâmane, filósofo, swami e um gimnosofista, a quem Alexandre encontrou na floresta perto de Taxila, quando ele invadiu a Índia no século IV a.C. Dandamis foi o nome mencionado pelos Gregos, mas seu verdadeiro nome era Dandi ou Dandi-Swami. Ele também é conhecido como Mandanes.
Alexandre conheceu algumas gimnosofistas, que eram de problemas para ele. Ele veio a saber que seu líder era Dandamis, que vivia em uma selva, deitado sobre folhas, perto de uma nascente de água.
Ele, então, enviou Onesícrito para trazer Dandamis para ele. Quando Onesícrito encontrou Dandamis na floresta, ele deu-lhe a mensagem, que Alexandre, o Grande, filho de Zeus, ordenou-lhe para vir a ele. Ele vai lhe dar o ouro e outras recompensas, mas se você se recusar, ele pode decapitar você. Quando Dandamis ouviu isso, respondeu: Deus, o Grande Rei, não é uma fonte de violência, mas fornecedor de alimentos, água, luz e vida. O seu rei não pode ser um Deus, pois ama a violência e é mortal. Mesmo se você tirar da minha cabeça, você não pode levar minha alma, que partirá para o meu Deus e deixará este corpo, como jogamos fora a roupa velha. Nós, os Brâmanes não amamos o ouro, nem tememos a morte. Assim, seu rei não tem nada a oferecer que eu possa precisar. Vá e diga ao Rei: Dandamis, portanto, não irá a vocês. Se ele precisa de Dandamis, ele deve vir a mim.